# Episodi di Ray Donovan (quarta stagione)
La quarta stagione della serie televisiva Ray Donovan è stata trasmessa in prima visione su Showtime dal 20 giugno al 18 settembre 2016. 
In Italia la stagione è disponibile su Netflix dal 20 ottobre 2016.
| nº | Titolo originale                        | Titolo italiano                                         | Prima TV USA      | Pubblicazione Italia |
| -- | --------------------------------------- | ------------------------------------------------------- | ----------------- | -------------------- |
| 1  | Girl, with Guitar                       | Ragazza con chitarra                                    | 20 giugno 2016    | 20 ottobre 2016      |
| 2  | Marisol                                 | Marisol                                                 | 3 luglio 2016     | 20 ottobre 2016      |
| 3  | Little Bill Primm's Big Green Horseshoe | Il grande ferro di cavallo verde del piccolo Bill Primm | 10 luglio 2016    | 20 ottobre 2016      |
| 4  | Federal Boobie Inspector                | Ricatti a catena                                        | 17 luglio 2016    | 20 ottobre 2016      |
| 5  | Get Even Before Leavin'                 | Conti in sospeso                                        | 24 luglio 2016    | 20 ottobre 2016      |
| 6  | Fish and Bird                           | Uccelli e pesci                                         | 31 luglio 2016    | 20 ottobre 2016      |
| 7  | Norman Saves the World                  | Norman salva tutti                                      | 7 agosto 2016     | 20 ottobre 2016      |
| 8  | The Texan                               | Il texano                                               | 14 agosto 2016    | 20 ottobre 2016      |
| 9  | Goodbye Beautiful                       | Addio, bellezza                                         | 21 agosto 2016    | 20 ottobre 2016      |
| 10 | Lake Hollywood                          | Armati e pericolosi                                     | 28 agosto 2016    | 20 ottobre 2016      |
| 11 | Chinese Algebra                         | Soluzioni complesse                                     | 11 settembre 2016 | 20 ottobre 2016      |
| 12 | Rattus Rattus                           | Incontri truccati                                       | 18 settembre 2016 | 20 ottobre 2016      |

## Ragazza con chitarra
- Titolo originale: Girl, with Guitar
- Diretto da: Liev Schreiber
- Scritto da: David Hollander

### Trama
Ray trascorre la convalescenza post-sparatoria da Hector Campos, un pugile ispanico che racconta di essere un miracolato di Padre Danny, tornando a Los Angeles profondamente cambiato. Con Bunchy ormai prossimo alla nascita del figlio e Terry in lizza per una missione religiosa di due anni in Brasile, a Ray preme soprattutto riportare Bridget a casa, convincendola ad accettare una cena riparatoria. Abby si sottopone ad accertamenti medici che rivelano l'esistenza di un tumore al seno. Mickey si è rifugiato in Nevada, dove ha appena perso il lavoro al bar di un casinò perché, in combutta con un benzinaio, truffava ricchi uomini di passaggio.
Suo malgrado, Ray è costretto a indossare nuovamente i panni di faccendiere perché Hector ha sequestrato nella camera di un motel il giovane poliziotto Vincent, reo di essere intervenuto a seguito della segnalazione di una lite tra il pugile e una donna. Ray fa ubriacare Vincent e gli causa un incidente con la volante, affinché venga ritenuto inattendibile e non possa denunciare Hector. Costui rivela a Ray che la donna del motel è la sua sorellastra Marisol e lo scottante segreto è una relazione incestuosa. Terry non è ammesso al sacerdozio. La gallerista Sonia Kovitzky vuole avvalersi dei servigi di Ray. Abby non ha il coraggio di rivelare la malattia alla famiglia. Muncie è riuscita a stanare Mickey.
- Guest star: Lisa Bonet (Marisol Campos), Embeth Davidtz (Sonia Kovitzky), Ted Levine (Bill Primm), Ismael Cruz Cordova (Hector Campos), Leland Orser (Padre Romero), Gabriel Mann (Jacob Waller), Michael Cristofer (Danny O'Connor), Michael Hyatt (Detective Sheila Muncie), Paula Jai Parker (Sylvie Starr), Billy Lush (Vincent Simmons), J. LaRose (Ed), Chris Coppola (Larry).
- Altri interpreti:  Jonathan Joss (Lou), Alisha Boe (Janet), Len Cordova (Detective Lonnie Mendez), Dan Warner (uomo ricco), Mattea Quin (Stella Campos), Samuel Marty (Alan), Apesanahkwat (Wovoka), Emma Vicera (Algoma), Joyce Greenlaf (anziana donna), Austin Beaumont (prete cieco), Taylor Treadwell (Josie), Ashley Devane (Bridget morta), Merritt Yohnka (rappresentante).

## Marisol
- Titolo originale: Marisol
- Diretto da: John Dahl
- Scritto da: Mike Binder e Rob Fresco

### Trama
Ray e Lena impediscono a Marisol di rilasciare l'intervista in cui avrebbe svelato il segreto di Hector, sequestrandola finché non si deciderà ad accettare i soldi del pugile per tacere. Informato che Muncie ha tra le mani Mickey, Ray promette alla detective che le consegnerà Belikov in cambio della libertà del padre. Ray cattura Belikov alla sauna e finalizza lo scambio con Mickey. Abby è derubata della borsa fuori dalla palestra e Terry si lancia vanamente all'inseguimento del ladruncolo, finendo pestato dallo stesso. Bunchy non sa come fronteggiare l'appetito sessuale di Teresa, notevolmente cresciuto con la gravidanza, così Abby lo porta in un negozio di giochi erotici per comprarle qualcosa.
Ray rispedisce Mickey a Las Vegas, non ascoltando l'ennesimo affare in cui vorrebbe coinvolgerlo. Dopo aver accettato di leggere una dichiarazione in cui si autoaccusa dei propri problemi con la droga, Marisol fugge alla custodia di Ray mentre la stava portando da Hector e minaccia di suicidarsi. Terry ferma una ragazza con la borsa di Abby, scoprendo che è la fidanzata del ladruncolo e obbligandolo a restituire l'intera refurtiva. Terry cede a quest'ultimo, il cui nome è Damon, il suo biglietto per assistere all'incontro di Hector. Quest'ultimo, condizionato dalla preoccupazione che possa capitare qualcosa a Marisol e pagarne le conseguenze, finisce al tappeto sul ring.
- Guest star: Lisa Bonet (Marisol Campos), Ismael Cruz Cordova (Hector Campos), Leland Orser (Padre Romero), Patrick St. Esprit (Randall Dyckman), Victor Ortiz (Whittaker), Alyssa Diaz (Teresa), Michael Hyatt (Detective Sheila Muncie), Pasha D. Lychnikoff (Ivan Belikov), Tom Wright (Punch Hoffman), Tara Buck (Maureen Dougherty), Dominique Columbus (ladruncolo/Damon).
- Altri interpreti: Len Cordova (Detective Lonnie Mendez), Rick Chambers (John Van Scott), Joanna Strapp (Lisa Tenant), Alexa Domie (Shairee), Daniel V. Graulau (Jorge), Jack Reiss (arbitro).

## Il grande ferro di cavallo verde del piccolo Bill Primm
- Titolo originale: Little Bill Primm's Big Green Horseshoe
- Diretto da: Michael Apted
- Scritto da: David Hollander e Miki Johnson

### Trama
Un sicario si introduce in casa Donovan nel cuore della notte, venendo ucciso da Abby prima che potesse sparare a Ray. Il tatuaggio sul collo della vittima rivela che era un Minassian, costringendo Ray a ragguagliare Abby sui trascorsi di Mickey con la mafia armena. Ray porta la famiglia in un posto sicuro, compresa Bridget che nel frattempo ha ripreso a frequentare Donellen, forte dell'essere diventata maggiorenne. Terry si ostina a voler rimanere asserragliato in palestra e Daryll, mandato da Ray a dissuaderlo, gli fa compagnia. Mickey progetta il furto del grande ferro di cavallo verde al casinò, assoldando l'amico indiano Ed, il suo strambo conoscente Pinkie-Toe Josephine Melcher III e la cantante del pianobar Sylvie Starr.
Ray trova la detective Muncie morta in casa sua, ipotizzando sia Belikov dal carcere il mandante di questi crimini. Attraverso Jacob Waller, l'avvocato di Belikov, Ray risale a Sonia Kovitzky, anch'ella cliente di Waller, che nasconde i traffici illeciti dell'armeno dietro il paravento della galleria d'arte. Abby rivela a Ray del tumore, ma non intende sottoporsi alla mastectomia perché è allo stadio zero. Teresa ha le contrazioni mentre sta facendo sesso con Bunchy. Mickey si ritrova gabbato da Ed e Melcher III, i quali si sono appropriati dei 4.000.000 $ contenuti nel ferro di cavallo. Mickey è raggiunto dalla notizia della nascita di Maria, la sua nuova nipote.
- Guest star: Embeth Davidtz (Sonia Kovitzky), Ted Levine (Bill Primm), Gabriel Mann (Jacob Waller), Aaron Staton (Signor Donellen), Alyssa Diaz (Teresa), Michael Hyatt (Detective Sheila Muncie), Paula Jai Parker (Sylvie Starr), Pasha D. Lychnikoff (Ivan Belikov), Chris Coppola (Larry), Travis Hammer (Pinkie-Toe Josephine Melcher III), J. LaRose (Ed), Dominique Columbus (Damon).
- Altri interpreti: Jonathan Joss (Lou), Apesanahkwat (Wovoka), Emma Vicera (Algoma), Talia Toms (donna della panetteria).

## Ricatti a catena
- Titolo originale: Federal Boobie Inspector
- Diretto da: Phil Abraham
- Scritto da: Sean Conway

### Trama
Bunchy vuole che Ray e Abby siano i padrini della piccola Maria, mandando su tutte le furie Teresa che intende allontanarsi per un po'. Ray procura ad Abby un'oncologa, Jeannie, che è l'ex fidanzata di Lena. Hector sta perdendo il controllo, rischiando di restarci secco per un mix di alcol e droga, con Ray che accusa Marisol di condurlo fuori strada. Mickey deve raggiungere Los Angeles per vedere la nipotina, accettando il passaggio offerto da Harriet, attempata commerciante di Las Vegas che si aspetta una piccante compensazione. Giunto a destinazione, Mickey tenta di coinvolgere Daryll nel suo "affare" a Las Vegas, ma il figlio è ancora arrabbiato per la sorte toccata a Michelle e lo ignora.
Ray attinge alla cassaforte di Ezra per recuperare la registrazione di un suo potente cliente, Mr. Price, in grado di far cadere le accuse contro Belikov. Tuttavia, qualcosa va storto e Ray, dopo aver rabbonito la Kovitzky, si rivolge a Cochran. Jeannie racconta ad Abby che aveva la sua stessa malattia e anche lei non voleva operarsi, ma alla fine si è fatta persuadere dall'insistenza della sua dottoressa. Terry tampina Damon per convincerlo ad allenarsi nella sua palestra, avendo intravisto nel ragazzo la stoffa del pugile. Dopo aver preso informazioni sulla rapina fallita del padre, Ray decide di aiutarlo a trovare la refurtiva in possesso di Ed e Melcher III. Abby lascia intendere a Ray che ha deciso di operarsi.
- Guest star: Lisa Bonet (Marisol Campos), Dabney Coleman (Mr. Price), Embeth Davidtz (Sonia Kovitzky), Ismael Cruz Cordova (Hector Campos), Gabriel Mann (Jacob Waller), Denise Crosby (Deb), Rya Kihlstedt (Jeannie), Alyssa Diaz (Teresa),  Richard Brake (Vlad), Derek Webster (DA Jackson Holt), Jayne Taini (Harriet Greenberg), Dominique Columbus (Damon), Hank Azaria (Ed Cochran), Diane Ladd (donna del motel).
- Altri interpreti: Alexa Demie (Shairee), Frankie Stone (ragazza sullo skateboard), Lisa Lynch (donna del bar).

## Conti in sospeso
- Titolo originale: Get Even Before Leavin'
- Diretto da: Robert McLachlan
- Scritto da: Chad Feehan

### Trama
Mentre stanno andando alla ricerca dei soldi, Ray e Mickey tentano di riavvicinarsi e superare le incomprensioni degli ultimi mesi. Trovato Ed, questi riceve una pallottola al piede da Ray ed è costretto a rivelare dove si trova la refurtiva. Ray impedisce a Melcher III di bruciare i soldi. Oltre a Damon, anche Hector inizia a frequentare la palestra dei Donovan. Bunchy vuole riportare Teresa a casa, nonostante la donna affermi di provare repulsione sia verso di lui che nei confronti di Maria. Abby resta contraria alla mastectomia e Jeannie le prospetta un'alternativa, benché rischiosa perché potrebbe metastatizzare il tumore. Conor chiede ad Avi di insegnargli a maneggiare la pistola.
Lungo il tragitto, il veicolo di Ray e Mickey impatta contro una slot machine caduta da un camioncino. Mickey telefona a Sylvie, senza sapere che la donna è tenuta sotto tiro da Ed e Bill Primm, un malvivente interessato al ferro di cavallo, che li costringono a restituire i soldi e fare marcia indietro. Dalle telefonate di Ray con Abby, Mickey intuisce che la nuora è malata, ma rievocare i dolori del passato riallarga il fossato tra padre e figlio. Mickey si fa lasciare in commissariato per costituirsi, confessando a Ray che è il suo figlio preferito. Hector propone a Daryll di allenarsi con lui, attirando una folla di curiosi in palestra e rendendo Terry orgoglioso del fratello. Bridget torna a casa, mentre Teresa lascia Maria in palestra.
- Guest star: Ismael Cruz Cordova (Hector Campos), Ted Levine (Bill Primm), Rya Kihlstedt (Jeannie), Alyssa Diaz (Teresa), Paula Jai Parker (Sylvie Starr), Richard Brake (Vlad), Travis Hammer (Pinkie-Toe Josephine Melcher III), Chris Coppola (Larry), J. LaRose (Ed), Dominique Columbus (Damon).
- Altri interpreti: Jonathan Joss (Lou), Emma Vicera (Algoma), Daniel V. Graulau (Jorge), Susan Berger (intermediaria), Dimiter D. Marinov (uomo russo), Paul Cuneo (sostituto in capo).

## Uccelli e pesci
- Titolo originale: Fish and Bird'
- Diretto da: Daisy von Scherler Mayer
- Scritto da: David Hollander

### Trama
Bunchy chiede ospitalità a Ray in attesa di trovare una sistemazione, mentre Maria si appresta a ricevere il battesimo. Ray ha ancora la mafia russa alle costole, non essendo sufficiente l'incarcerazione di Mickey a saldare il debito; l'unica soluzione è far tornare libero Belikov. Nonostante la polizia stenti a credere che possa aver sterminato i Minassian da solo, Mickey è formalmente incriminato e ciò implica la scarcerazione di Belikov. Ray deve accompagnare Sonia Kovitzky a una festa, dove incontrano Stu e Ashley, alle prese con un hacker che sottrae fotografie pornografiche. Ray fa la conoscenza  di Harris Witlin, l'oncologo di Sonia, la quale ammette di avere un cancro tra i più aggressivi.
Dopo aver vissuto un'intensa esperienza con Sonia, Ray adempie con poco entusiasmo al suo compito di padrino per Maria. Abby fa capire a Ray che non deve sentirsi in colpa per suo padre, avendo scelto lui di cacciarsi nei guai, benché significhi aver rimesso in libertà un magnaccia. Il già mesto clima in casa Donovan peggiora quando Ray pensa bene di regalare a Maria un rosario appartenuto a Padre O'Connor. Conor coinvolge Damon, anche lui venuto al battesimo su invito di Terry, in un pericoloso gioco con la pistola. Bunchy perde la testa quando capisce che Abby ha il cancro. Ray uccide Belikov perché voleva costringerlo a rimpatriare una giovane prostituta morta dentro una cassa.
- Guest star: Embeth Davidtz (Sonia Kovitzky), Josh Pais (Stu Feldman), Gabriel Mann (Jacob Walter), Ambyr Childers (Ashley Rucker), Richard Brake (Vlad), Pasha D. Lychnikoff (Ivan Belikov), Derek Webster (Jackson Holt), Dominique Columbus (Damon).
- Altri interpreti: Mark Edward Smith (Dottor Harris Witlin), Jack Axelrod (Leo), Boyuen (Chen), Steve Humphreys (agente di custodia), Steve Bean (Signor Marcioni), Rocky McMurray (prete), Heather Spiegel (precentore), Nancy De Mayo (infermiera), Réné Ashton (signora del Big Money), Nicole Pulliam (banditrice), Alisa Vilena (Lilya).

## Norman salva tutti
- Titolo originale: Norman Saves the World
- Diretto da: Tricia Brock
- Scritto da: Mike Binder e David Sonnenborn

### Trama
Ray si preoccupa di far spostare Mickey nella sezione del carcere riservata ai detenuti gay, temendo che qualcuno legato ai Minassian possa fargli del male. Nel frattempo, si adopera con Cochran per scambiare suo padre con Sherman Radley, popolare attore di sitcom accusato dell'omicidio di una collega attrice. Hector ha deciso di allenarsi nella palestra dei Donovan, mentre Daryll deve gestire Marisol, appena uscita dalla comunità di recupero e già in crisi di astinenza. Scelto da Terry come compagno di allenamento di Hector, Damon sorprende tutti mandando il grande pugile al tappeto. Troppo impegnato con la popolarità improvvisamente guadagnata dalla palestra, Bunchy affida Maria ad Abby.
La ricerca del cadavere dell'attrice conduce Ray a un facilitatore, noto come "Il Texano", che un tempo collaborava con Ezra. Cochran fa confessare a Radley che il corpo è seppellito nel suo vecchio ristorante. "Il Texano", rimasto ferito in uno scontro a fuoco con Cochran, indica a Ray l'esatta posizione del cadavere. La domanda di trasferimento di Mickey viene accettata dopo che la guardia carceraria ha pensato stesse avendo un rapporto anale con l'anziano compagno di cella. Hector striglia Daryll perché non sta tenendo a bada Marisol.
- Guest star: Lisa Bonet (Marisol Campos), Ismael Cruz Cordova (Hector Campos), Austin Nichols (Tommy Wheeler), Reginald VelJohnson (Sherman Radley), Tom Wright (Punch Hoffman), Derek Webster (Jackson Holt), Eric Balfour (Nick Lowell), Dominique Columbus (Damon), Hank Azaria (Ed Cochran).
- Altri interpreti: Stacy Keach (Marty "Il Texano"), Jenson Cheng (Jo Pho), Jack Axelrod (Leo), Terry Moore (Nazani Minassian), Phil Abrams (Josh), Anthony M. Bertram (Perkins), Nick DeMauro (Ref), Thomas Crawford (Burt Mancini), Devyn Inez Fusaro (Korea), Stephen Eshenbaugh (guardia carceraria), Adwin Brown (P.A.), Brian Silverman (agente di polizia), Arsema Kayan Ellison (nipote).

## Addio, bellezza
- Titolo originale: Goodbye Beautiful
- Diretto da: James Whitmore Jr.
- Scritto da: Chad Feehan e Miki Johnson

### Trama
Il cassonetto contenente il cadavere di Belikov è arrivato in Russia e l'oligarca Dmitri, zio di Sonia, è in viaggio verso Los Angeles per regolare i conti. Scoperto che è stato Ray a uccidere Belikov, Sonia pretende sia lui a farsi carico della situazione. Abby sa che Sonia è andata a letto con Ray, ma non ci dà peso perché è stata una delle tante scappatelle del marito. Prelevata Teresa dalla clinica, Mickey e Bunchy fanno una deviazione a Las Vegas per sottrarre a Primm i soldi del ferro di cavallo, con cui il vecchio progetta di trasferirsi a Boston assieme a Sylvie. Marisol appicca un incendio a gadget e ritagli di giornali riguardanti Hector sulle scale della palestra dei Donovan.
Da quando ha ucciso un uomo, Abby si sente pienamente coinvolta negli affari di Ray e non vuole abbandonarlo. Lena si sostituisce a Sonia, attirando in trappola Vlad, lo sgherro di Belikov. Avi non è altrettanto fortunato, cadendo tra le grinfie dei russi. Dopo aver aiuto Sonia e sua figlia a scappare, Ray è contattato da Dmitri che vuole scambiare Sonia con Avi, altrimenti ucciderà il suo uomo. Mickey ottiene gli agognati soldi, pagando però un prezzo molto pesante perché Primm ha fatto uccidere Sylvie. Andato in fumo il progetto di trascorrere gli ultimi anni a Boston con Sylvie, l'amareggiato Mickey è disposto a lasciare l'intera refurtiva a Bunchy.
- Guest star: Lisa Bonet (Marisol Campos), Embeth Davidtz (Sonia Kovitzky), Ted Levine (Bill Primm), Ismael Cruz Cordova (Hector Campos), Gabriel Mann (Jacob Walter), Raymond J. Barry (Dmitri), Michael McGrady (Frank Barnes), Richard Brake (Vlad), Alyssa Diaz (Teresa), Paula Jai Parker (Sylvie Starr), Tom Wright (Punch Hoffman), Tara Buck (Maureen Dougherty), Chris Coppola (Larry), Dominique Columbus (Damon).
- Altri interpreti: Emma Vicera (Algoma), Alisa Vilena (Lilya), Mila Brener (Katya), Floyd Van Buskirk (Pawn Broker), Kaiwi Lyman (fotografo), Austin Priester (Hector Bodyguard).

## Armati e pericolosi
- Titolo originale: Lake Hollywood
- Diretto da: Stephen Williams
- Scritto da: David Hollander e Mike Binder

### Trama
Ray e Lena prendono in ostaggio i quadri di Dmitri, usandoli come arma di ricatto per tenere in vita Avi. Dmitri è disposto a rilasciare Avi se Ray gli farà incontrare l'attore hollywoodiano Butch Kramer, star del film Il Cremlino brucia. Terry sta frequentando Maureen, la poliziotta che era intervenuta quando Damon rubò la borsa ad Abby, e ordina ad Hector di concentrarsi sull'incontro in programma tra quattro settimane. Il pugile deve però affrontare l'inevitabile reazione di sua moglie Jessica, la quale minaccia di trasferirsi a Montréal con la figlia. Mickey è ancora giù di morale dopo la morte di Sylvie, subendo con rassegnazione il rimprovero di Ray per aver coinvolto Bunchy e Teresa.
Hector annega Marisol e spera che Ray lo aiuti a farla passare come morte da overdose, dicendosi disposto a concedergli tutto pur di non perdere la sua famiglia. Dopo aver fatto pestare Butch dalla sua guardia del corpo per aver oltraggiato la Russia, Dmitri uccide il suo avvocato Jacob Waller davanti a Ray e gli comunica che a breve concorderanno le modalità dello scambio tra Avi e i quadri. Ray torna da Hector perché ha deciso di aiutarlo con Marisol, ripulendo l'appartamento e gettando il cadavere della donna nel fiume, affinché si pensi a un suicidio.
- Guest star: Lisa Bonet (Marisol Campos), Ismael Cruz Cordova (Hector Campos), Gabriel Mann (Jacob Walter), Raymond J. Barry (Dmitri), Alyssa Diaz (Teresa), Tom Wright (Punch Hoffman), Tara Buck (Maureen Dougherty), Jack Kesy (Butch), Dominique Columbus (Damon).
- Altri interpreti: Audra Griffs (Jessica Campos), Mattea Quin (Stella Campos), Rob Locke (Pieter), David Agranov (Yuri), Korrina Rico (Monique), Linn Bjornland (Diane Desmond), Andrei Runtso e Sven Holmberg (uomini russi).

## Soluzioni complesse
- Titolo originale: Chinese Algebra
- Diretto da: John Dahl
- Scritto da: Sean Conway e Chad Feehan

### Trama
Ray vuole che Mickey punti la refurtiva sulla sconfitta di Campos contro Whittaker, suggerendo la stessa scommessa a Dmitri. Sull'aereo per Las Vegas, Mickey conosce una giovane donna di nome Sugar che lo indirizza al potente allibratore Jack Raleigh. Ray è incastrato dal detective Barnes per l'omicidio di Belikov, ricevendo la proposta della protezione testimoni per sé e la sua famiglia. Abby si è pentita di non essersi sottoposta all'operazione, nutrendo brutti presentimenti sulla propria salute. Daryll si offende quando Terry annuncia a lui e Damon che saranno gli inservienti di Hector, non accettando di essere parificato al ragazzino perché ambisce al ruolo di sparring partner.
Il cadavere di Marisol è ritrovato dalla polizia e Terry fornisce un alibi ad Hector, avallando la versione del suicidio. Bridget e Connor si uniscono a Bunchy e Teresa per allontanarsi dala città finché la faida non sarà terminata. Terry ha un malore negli spogliatoi della palestra, venendo soccorso da Daryll. Ray porta Hector al cospetto di Dmitri per assicurargli che lascerà vincere Whittaker, restituendo i quadri in cambio di un Avi con il volto completamente tumefatto. Barnes ferma Ray mentre sta portando Avi all'ospedale, conducendolo a una sala interrogatori in cui si trova Sonia che, arrestata grazie all'Interpol, ha reso una piena confessione su Belikov.
- Guest star: Embeth Davidtz (Sonia Kovitzky), Ismael Cruz Cordova (Hector Campos), Raymond J. Barry (Dmitri), Michael McGrady (Frank Barnes), Alyssa Diaz (Teresa), Paula Jai Parker (Sylvie Starr), Tom Wright (Benito), Jake Hoffman (Jack Raleigh), T. Lynn Eanes (Sugar), Dominique Columbus (Damon).
- Altri interpreti: Rob Locke (Pieter), David Agranov (Yuri), Konstantin Lavysh (Meir), Anoush NeVart (madre di Avi), Leelee Park (Kimmie), Benjamin Benítez (detective capo), Jeff Ash (Cop), Johnny Williams (Fat Ernie), Lauren Sivan (giornalista), Jason C. Brown (Roman).

## Incontri truccati
- Titolo originale: Rattus Rattus
- Diretto da: David Hollander
- Scritto da: David Hollander

### Trama
Barnes offre una via d'uscita a Ray, incaricato di agire in tandem con Sonia per incastrare Dmitri. Hector ha confessato l'omicidio di Marisol a Padre Romero, dicendosi disposto a vincere l'incontro con Whittaker a tutti i costi. Abby comunica al marito che gli esami hanno evidenziato una regressione del tumore. Bridget è stata ammessa alla NYU e Ray la accompagna all'aeroporto. Terry promette a Damon che lavorerà su di lui per trasformarlo nel prossimo Hector Campos. Scoperta la verità su Hector, Terry si arrabbia con Ray che però gli spiega come la sconfitta del suo protetto sia l'unico modo per togliersi i russi di torno. Il ritrovamento del cadavere di Sonia dimostra, tuttavia, che Dmitri non è leale.
Mickey vuole impegnare un quadro donato da Sonia a Ray agli inizi della loro collaborazione, scoprendo che i russi hanno nascosto droga al suo interno. Ray disattende le indicazioni di Barnes, autorizzando Hector a vincere l'incontro. Uscito seccato dallo stadio, Dmitri è sequestrato da Avi e Daryll, mentre Mickey e Bunchy eliminano i suoi uomini. Ray consegna la droga a Barnes, indicandogli dove trovare il cadavere di Dmitri. Terry è celebrato dalla famiglia per aver condotto Hector alla vittoria. Il pugile si prende il merito della vittoria, rimangiandosi la promessa fatta a Padre Romero di consegnarsi a Dio.
- Guest star: Embeth Davidtz (Sonia Kovitzky), Ismael Cruz Cordova (Hector Campos), Leland Orser (Padre Romero), Michael McGrady (Frank Barnes), Raymond J. Barry (Dmitri), Victor Ortiz (Whittaker), Tom Wright (Benito), Tara Buck (Maureen Dougherty), Nicholas Guilak (Aleks Malkin), Dominique Columbus (Damon).
- Altri interpreti: Audra Griffis (Jessica Campos), Mattea Quin (Stella Campos), Alexa Demie (Shairee), Heather Spiegel (precentore), Jaymie Dornan (Kyle Kessler), Anya Monzikova (Anna Orlov), Rob Locke (Pieter), Konstantin Lavysh (Meir), Jason C. Brown (Roman), Joseph D. Reitman (artista), Johnny Venokur (addetto alle vendite), Marc Istook e Mike Carlucci (commentatori), Michael Christian Alexander e Christina Leone (giornalista), Aaron Behr (coroner).